# جو ارل
جو ارل (انگلیسی: Joe Earl؛ زادهٔ ۱ اکتبر ۱۹۵۲) قایقران روئینگ اهل نیوزیلند بود.
وی در مسابقات کشوری و بین‌المللی در مجموع برندهٔ ۲ مدال طلا، ۳ مدال برنز شده‌است.